# 拉菲爾·比添·馬迪
拉菲爾·比添·馬迪（Rafel Betim Marti，1987年11月3日—），一般称之为拉菲亞，是巴西职业足球运动员，擔任前鋒。曾效力巴西球會阿拉戈亞諾體育、歐帕瑞歐、伯拉根森，2009年8月加盟香港甲組足球聯賽球會公民，但在10年1月因未能融入球隊而解約。

## 外部連結
- 香港足總 拉菲亞檔案 （页面存档备份，存于）（英文）
- 公民官網 拉菲亞檔案 （页面存档备份，存于）
- 拉菲亞加盟公民 新聞報導